# Sega Studios San Francisco
Sega Studios San Francisco, anteriormente conocida como Secret Level Inc., es una empresa desarrolladora de videojuegos americana fundada en 1999 y con sede central en San Francisco, California, EUA. Su primer juego fue Unreal Tournament para Dreamcast en 2001. En 2006 fue adquirida por SEGA, después de lo cual pasó a llamarse Sega Studios San Francisco, con la que ha desarrollado el juego de la película de Iron Man en mayo del 2008 y Golden Axe: Beast Rider. En abril de 2010 Sega cerro el estudio sin decir motivo.

## Juegos desarrollados
Fecha de lanzamiento donde salió primero
- Unreal Tournament (14 de marzo de 2001) (Dreamcast).[3]
- Magic: The Gathering Battlegrounds (18 de noviembre de 2003) (Xbox).[3]
- America's Army: Rise of a Soldier (15 de noviembre de 2005) (xbox).[3]
- Iron Man (El videojuego) (mayo de 2008) (PlayStation 3, Xbox 360, Wii, PlayStation 2, PSP, NDS).[1]
- Golden Axe: Beast Rider (17 de octubre de 2008) (PlayStation 3, Xbox 360).[1]
- Iron Man 2 (Se cerró antes de su lanzamiento)[2]